# Животовка
Животовка (укр. Животівка) — село на Украине, находится в Винницком районе Винницкой области.
Через село протекает река Жива. В нескольких километрах севернее расположено другое исторически известное село Новоживотов.
Код КОАТУУ — 0523181301. Население по переписи 2017 года составляет 650 человек. Почтовый индекс — 22623. Телефонный код — 4330. Занимает площадь 2,75 км².

## Известные уроженцы
- Антонец, Никита Степанович — Герой Советского Союза.

## Местная власть
22600, Винницкая область, Винницкий р-н, пгт Оратов, ул. Парковая, 14.